# Гёттингенская академия наук
Гёттингенская академия наук (нем. Akademie der Wissenschaften zu Göttingen) — общественная некоммерческая организация в Гёттингене, главный научно-исследовательский центр Нижней Саксонии, член Союза Академий наук Германии.

## История
Гёттингенская академия наук была создана в 1751 году по распоряжению курфюрста Георга II как учёное собрание курфюршества Ганновер и таким образом является вторым по старшинству государственным учёным собранием Германии (после Берлинской академии наук). 
Особенностью нового учреждения, отличавшей его от других академий наук XVIII века, была теснейшая связь с университетом. В сущности обе организации изначально задумывались как взаимосвязанная система: задачей университета объявлялось «обучение юношества», в обязанности же академии вменялось «осуществлять исследования и способствовать процветанию наук». Исходя из этого, членом Академии мог стать любой профессор из Georgia Augusta, решивший посвятить себя не столько преподаванию, сколько научно-исследовательской деятельности. Так, первым президентом Академии наук стал один из руководителей Гёттингенского университета, прославленный анатом Альбрехт Галлер (1708—1777). Сегодня Академия по существу является научно-исследовательским и экспертным центром при Университете.

## Структура
Гёттингенская академия наук имеет классическое для научных обществ Германии разделение на классы. С момента основания и по настоящее время выделяется два класса: физико-математический и историко-филологический. Однако, зачисление в Академию по соответствующему классу является формальностью, поскольку основным принципом Академии провозглашён принцип междисциплинарности. Общее управление осуществляет пленум — собрание всех действительных членов Академии. В перерывах между созывами пленума текущее администрирование поручено президиуму в составе президента, вице-президента, председателей обоих классов и членов академии, назначенных в президиум по решению Пленума. Главой Академии является президент.

## Знаменитые члены Академии
- Бубнов, Сергей Николаевич
- Вильманнс, Вильгельм
- Гаттерер, Христофор Вильгельм Яков
- Дункер, Максимилиан
- Гаусс, Карл Фридрих
- Гильберт, Давид
- Гримм, Вильгельм
- Гримм, Якоб
- Гротефенд, Карл Людвиг
- Лихтенберг, Георг Кристоф
- Шеринг, Эрнст
- Лобачевский, Николай Иванович
- Фридрих Бехтель

## Проекты
Тесная взаимосвязь с Гёттингенским университетом предопределила особый интерес Академии к истории немецкого языка и литературы. Среди традиционных направлений научно-исследовательской деятельности — изучение творчества И. В. Гёте и Братьев Гримм. Сегодня в Академии созданы постоянные рабочие группы по составлению Словаря Гёте (нем. Goethe-Wörterbuch) и Энциклопедии сказок (нем. Enzyklopädie des Märchens).

## Награды
Гёттингенская академия наук вручает награды: Премия имени Дэнни Хайнемана, Медаль Лихтенберга и другие.